# En
En – w społeczeństwie sumeryjskim namiestnik boga na ziemi.
Według wierzeń mezopotamskich ludzie zostali stworzeni w celu odciążenia bogów od pracy codziennej. Bogowie byli właścicielami ziemi, człowiek jedynie je dzierżawił w zamian za ofiary. Pośrednikiem pomiędzy bogami a ludźmi został ustanowiony en, przez którego bogowie obdarzali ludzi swoją łaską, w zamian zaś odbierali należną im cześć. En łączył w sobie funkcje króla i kapłana i w społeczeństwie pierwotnym był symbolem płodności. Za sprawowaną przez siebie funkcję ponosił śmierć rytualną. Mieszkaniem ena było giparu (egipar) – wydzielony dla niego obszar świątynny. 
W okresie powstawania miast-państw funkcja ena uległa zeświecczeniu. Król-kapłan przeniósł się do pałacu, pozostawiając w świątyni swojego przedstawiciela, który sprawował kult. Odtąd boskiemu namiestnikowi na ziemi nadano tytuł ensi. W dalszym rozwoju, gdy miasta-państwa zaczęły się łączyć w jeden organizm państwowy, ensi najpotężniejszego miasta otrzymał tytuł lugal – król.